# Pane di Laterza
Il pane di Laterza è un prodotto di panetteria tradizionale di Laterza, in provincia di Taranto.
È ottenuto dall'impiego di farina di semola di grano duro rimacinata, delle varietà coltivate nei territori del comune di Laterza o in quelli dei comuni limitrofi (ad esempio Simeto, Appulo, Arcangelo, ecc.), mescolata con acqua, sale e lievito madre.
Nel 1998, grazie ad un'intesa tra Comune di Laterza e i più antichi panificatori locali, è nato il consorzio Pane di Laterza, per tutelare, valorizzare e promuovere il prodotto laertino.
La città di Laterza fa parte dell'Associazione nazionale città del pane, che ha tra i suoi scopi quello di promuovere il riconoscimento e la valorizzazione dei pani e di tipologie specifiche di pane legate a determinati territori.

## Storia

Pane di Laterza e relativo marchio di tutela

L'agricoltura, e in particolare la coltivazione di cereali, è sempre stata alla base dell'economia laertina. L'utilizzo dei cereali per la produzione del pane, e di altri prodotti da forno, ha radici molto antiche nel territorio di Laterza, risalenti al V secolo a.C.. Farro e orzo erano gli ingredienti utilizzati, per quello che allora veniva chiamato focaccia. Al contrario di oggi, il lievito non era sempre utilizzato, e la cottura avveniva sotto la cenere o sopra la brace. Il pane prodotto era per lo più necessario a coprire le esigenze familiari.
La panificazione, come servizio pubblico, fu introdotta dai romani che a loro volta avevano imparato quest'arte dagli schiavi greci che lavoravano per i nobili. Per diversi secoli, la produzione del pane era riservata solo ai nobili, gli unici che potevano permettersi di mantenere gli alti costi di gestione di un mulino o di un forno. In contrada Fornaci a Laterza è stato rinvenuto un forno attivo fino al 1700 di proprietà di un signore feudale, composto da una singola camera di combustione.
Fino al XVII secolo la produzione del pane per la vendita a terzi fu regolata dai calmieri, ovvero un insieme di norme volte al controllo dei prezzi per proteggere i consumatori. Queste norme, però, portarono inevitabilmente alla produzione di pane di bassa qualità, tant'è che furono ben presto abolite. Il problema del pane, però, diventava sempre più grave e durante la prima guerra mondiale veniva venduto ad un prezzo inferiore al costo di produzione. Questa politica provocò una grave crisi e fu, anch'essa, ben presto sostituita. Infatti a partire dalla seconda guerra mondiale i produttori di grano erano costretti a consegnare la propria produzione al Consorzio agrario di riferimento, il quale consentiva loro di trattenere solo una piccola parte necessaria al fabbisogno famigliare. Per le famiglie che, invece, non possedevan grano, il consorzio donava una razione giornaliera di 200 grammi di pane per ogni componente. Queste restrizioni furono abolite con il boom economico che investì l'Italia nella metà del Novecento.
Per quanto riguarda più in particolare Laterza, fino agli anni cinquanta, a differenza di altri centri, la gestione dei forni era affidata esclusivamente a quattro donne: la fornaia e tre operaie. Compito delle operaie era quello della preparazione della legna nel forno, del ritiro dell'impasto crudo fatto in casa dalle clienti, e della consegna del pane caldo al termine della cottura, con conseguente riscossione del compenso per la cottura. Compito della fornaia, invece, era quello della cottura del pane e, in generale, della gestione del forno, che la stessa aveva preso in fitto.

## Caratteristiche
Cotto nei tradizionali forni a legna, riscaldati con legna aromatica di bosco o di ulivo, o altri prodotti come nocciolino di albicocca o buccia di mandorle, secondo la disponibilità stagionale, il pane di Laterza si distingue per il suo profumo di cereale e per il suo sapore ben definito, tendente all'acidulo. La pezzatura tradizionale prevede forme di pane (dette panelle o panédd in dialetto laertino) da uno, due e quattro kg di peso, con un diametro rispettivamente di circa 25, 35 e 45 cm. Il colore della crosta, spessa circa 3 mm, è tendente al marrone, mentre la mollica è di colore bianco avorio.

## Fasi di produzione
Affinché un pane prodotto nel comune di Laterza possa essere riconosciuto col marchio Pane di Laterza, deve sottostare alle seguenti caratteristiche e fasi obbligatorie:
- Ingredienti utilizzati per l'impasto: farina di semola di grano duro rimacinata, acqua, sale, lievito madre.
- Lievitazione: 6 ore.
- Pezzature autorizzate: uno, due e quattro kg del diametro rispettivamente di 25, 35 e 45 cm circa.
- Preriscaldamento del forno: utilizzo di fascine di legna di bosco o di ulivo; in alternativa può essere utilizzato nocciolino di albicocca o buccia di mandorle a seconda della disponibilità stagionale.
- Cottura: lenta di 2 ore a 400 gradi in forno a riscaldamento diretto su pietra (dette chianche)